# Stanley (Virginia)
Stanley è un comune degli Stati Uniti d'America, situato nello Stato della Virginia, nella contea di Page.